# Enipeus
Enipeus (gr. Ἐνιπεύς Enipeús, łac. Enipeus) – w mitologii greckiej bóg rzeki w Tesalii o tej samej nazwie. Zakochała się w nim córka Salmoneusa, Tyro, jednakże Enipeus nie odwzajemniał tego uczucia. Wówczas Posejdon przyjął kształt Enipeusa i uwiódł niewiastę. Niektóre mity podają, iż kąpiel w wodzie Enipeusa odbierała dziewictwo.